# Кропоткин, Андрей Иванович
Князь Андрей Иванович Кропоткин – воевода на службе у московских князя Василия III и царя Ивана Грозного.

## Происхождение и семья
Князь из рода Кропоткиных, из рода князей Смоленских – рюрикович в XX колене,  младший из двоих сыновей Ивана Дмитриевича Кропоткина и внук Дмитрия Васильевича Смоленского по прозвищу Кропотка. Имел семерых сыновей Юрия, Семёна, Петра, Василия Косого, Андрея, Ивана и Никиту.

## Служба
В 1524 году был послан под Казань с конной ратью, как второй воевода полка левой руки. В июне 1566 года участвовал в Земском соборе и подписался под грамотой об отказе заключения мирного договора с Польшей.